# Muramasa: The Demon Blade
Muramasa: The Demon Blade (朧村正, Oboro Muramasa) est un jeu vidéo de type action-RPG à défilement horizontal développé par Vanillaware et édité par Marvelous Entertainment au Japon, Ignition Entertainment en Amérique du Nord et Rising Star Games en Europe. Le jeu est sorti le 9 avril 2009 au Japon, le 8 septembre 2009 en Amérique du Nord et le 13 novembre 2009 en Europe sur Wii.
Un portage sur PlayStation Vita titré Muramasa Rebirth est sorti en 2013, le 28 mars au Japon, le 25 juin en Amérique du Nord et le 16 octobre en Europe. Non traduit en français, il bénéficie toutefois d'une traduction anglaise revue et corrigée, et d'une maniabilité légèrement repensée. Cette version propose, par le biais de contenus téléchargeable payants, de quatre nouveaux contes basés sur le folklore japonais, ainsi que de quatre nouveaux personnages jouables.
Le jeu se déroule durant l’ère Genroku au Japon et propose un rendu en 2D intégral d'un style très onirique inspiré de la mythologie japonaise. Il offre la possibilité de contrôler deux personnages (un ancien ninja amnésique nommé Kisuke et une jeune femme possédée nommée Momohime). Le choix du personnage modifie l'aventure proposée, chacun commence aux deux extrémités de la carte pour se rencontrer parfois, mais sans jamais affronter les mêmes boss. Les combats se déroulent en temps réel, dans un style aérien et dynamique. La progression s'effectue dans des tableaux fixes (dotés d'animations en arrière-plan) que le joueur traverse, un peu comme dans Odin Sphere ou Wario Land: The Shake Dimension.

## Personnages
- Momohime : Princesse de Narukami, Momohime est une belle et innocente jeune fille. Son clan fut détruit par de sinistres machinations. Après avoir été possédée par erreur par Jinkuro, elle le suit, de plus ou moins bon cœur, afin de retrouver la lame Kuromitsu qui leur permettrait de mettre un terme à cette possession.

- Kisuke : Un jeune ninja accusé de crimes qu'il ne se rappelle pas avoir commis. Ses souvenirs lui reviendront éventuellement : il se remémora alors avoir été au service de Torahime pour lui voler la lame Kuzuryu afin de l’offrir au shogun Tokugawa.

- Jinkuro : Un lugubre épéiste qui manie des lames démoniaques. ll tua son maître et tous ses frères afin de perfectionner le style Oboro. Lorsqu’il sentit son corps s'affaiblir, il essaya de prendre possession du corps de Yukinojyo afin de posséder sa vigueur et son rang social; malheureusement, son coup frappa plutôt la jeune Momohime, qui s’était interposée, enchaînant ainsi l’âme de Jinkuro au corps de Momohime.

- Torahime : Fille du seigneur Kagami elle est, de ce fait, la sœur de Momohime. Il est un devoir ancestral pour sa famille de garder la lame Kuzuryu à l’abri des êtres ayant soif de pouvoir. Malheureusement, elle leur fut volée et Torahime fut tuée par l’un des hommes du shogun. Elle plaida devant Amitabha pour ne pas aller dans l’autre monde, sachant les désastres que la lame Kuzuryu pouvait causer. Amitabha, dans sa grande bonté, lui accorda 49 jours afin de vaincre l’esprit maléfique, Inugami, scellé dans la lame.

- Tsunayoshi Tokugawa : Ayant soif de plus de pouvoir, le shogun ordonna que l’on lui apporte la lame Kuzuryu. Ce fut là l’évènement déclencheur sur lequel les péripéties subséquentes reposeront.

- Rankai : Avant de devenir un moine bouddhiste, Rankai était un grand épéiste. Un combat avec Jinkuro le laissa estropié. Dès lors, il se jura de se venger de lui.

- Kongiku : Un kitsune (化け狐, bake-kitsune?) sous les ordres de Jinkuro, elle est aussi amoureuse de lui et ferait n’importe quoi pour le satisfaire.

- Yuzuruha : Yuzuruha est un kitsune venant en aide à Kisuke. Elle lui permettra d’invoquer l’esprit de Muramasa afin de créer des sabres, à l’instar de Momohime.

- Yukinojyo : Troisième fils du clan Yagyu, qui servirent de maître d’arme à la famille du shogun, il est un épéiste hors pair pratiquant le style Yagyu Shinkage. Venant d’une famille noble, Momohime et lui sont destinés à se marier. Il vit une double vie à la tête d’un groupe de ninja employé à l’espionnage.

- Muramasa : Forgeron légendaire, Muramasa est mort depuis bien longtemps déjà lorsque le jeu débute. Pourtant, son esprit subsiste encore et crée des lames d’une qualité extraordinaire.

- Inugami : Esprit maléfique, l’Inugami devint si mauvais après s’être fait retirer ses pouvoirs par Inarinyojin que Muramasa enferma son esprit dans la lame Kuzuryu

- Inarimyojin : Inari est le kami japonais de la fertilité, du riz, de l’agriculture, des renards, de l'industrie et du succès temporel. C’est l’un des principaux kami du shintoïsme. Kongiku et Yuzuruha sont ses servantes et messagères.

- Amitabha : Un Bouddha d’une infini bonté. Son appui à Torahime fut essentiel durant sa quête pour vaincre Inugami. Cette divinité permit à Kisuke et à Torahime de se retrouver dans leur prochaine vie.

- Fudo-Myouou : Le protecteur de Bouddha: il apparaît comme une statue géante que Momohime-Jinkuro doit détruire.

- Oboroya Senjyu : Maître d’épée ayant développé le style Oboro par une vie de labeur, Jinkuro fut son disciple. Ce dernier tua tous les autres disciples afin de s’emparer du livre des arts secrets. Maintenant devenu un fantôme et Jinkuro mort, il proposa de fusionner son esprit avec celui de Kisuke lorsque celui-ci était gravement blessé afin que le style Oboro subsiste.

- Sayo : Sayo est une jeune yamabushi. Elle essaie de débarrasser la terre des mauvais monstres, en utilisant ses pouvoirs surnaturels tels que : des charmes en papier, des explosifs et des corbeaux.

## Accueil et distinctions
Muramasa: The Demon Blade a remporté les prix suivants :
| Distinction obtenue                    | Lieu et site remettant le prix |
| -------------------------------------- | ------------------------------ |
| Meilleur jeu d'action sur Wii          | (E3 2009, IGN)                 |
| Meilleur design sur Wii                | (E3 2009, IGN)                 |
| Meilleur jeu Wii                       | (E3 2009, Play X)              |
| Meilleur jeu Wii du salon              | (E3 2009, GameSpy)             |
| Meilleur rendu artistique du salon     | (E3 2009, GameSpy)             |
| Meilleur jeu de plates-formes du salon | (E3 2009, GameSpy)             |

Le magazine de jeu vidéo Famitsu a attribué au jeu la note de 34/40 (9/9/8/8)(soit 17/20). Appréciation générales de Famitsu :

+ Graphismes et bande son de qualités

+ Temps de chargements très courts

+ Mode solo de 10 à 12 heures

+ Jusqu'à 30 heures de jeu pour tout débloquer

- Pas de véritable progression scénaristique
Le jeu s'est écoulé à 29 000 exemplaires lors de sa première semaine de commercialisation japonaise, un chiffre relativement décevant compte tenu de l'originalité graphique du titre.
| Site ou magazine   | Note                  |
| ------------------ | --------------------- |
| NintendoDifférence | 12/20                 |
| Eurogamer          | 7/10                  |
| Edge               | 6/10[réf. souhaitée]  |
| Consoles +         | 17/20[réf. souhaitée] |
| Gamekult           | 8/10                  |
| Famitsu            | 34/40[réf. souhaitée] |

## Remarques
- Le titre du jeu fait écho au célèbre forgeron du XVIe siècle Muramasa Sengo, connu pour être une référence en matière de forgeage d'armes, et ayant ouvert une école de forgeron.

- Visuellement, le jeu s'inspire largement des Ukiyo-e, plus connus en occident comme estampes japonaises, particulièrement celles d'Hokusai. De plus, le jeu étant techniquement en 2D, les multiples décors plaqués, animés en défilement parallaxe, ne font qu'accentuer cette impression de véritable estampes animées.